# Katharinenberg 13/13 a (Stralsund)
Das Gebäude mit der postalischen Adresse Katharinenberg 13 / 13 a in Stralsund ist ein denkmalgeschütztes Bauwerk in der Straße Katharinenberg.
Das Grundstück, das sich zur Poststraße und dem Neuen Markt erstreckt, wurde ab diesem Jahr als Gartenlokal mit Brauerei genutzt.
Der zweigeschossige, kubische Putzbau des Hauptkomplexes wurde im Jahr 1865 als errichtet. Er weist hohe fenster, kräftige Gesimsesowie ein Attikageschoss auf, welches zur Straße und zum Gaten aufwändig gestaltete Fassaden zeigt. Der östlich davon stehende Bau zeigt neobarocke Formensprache und einen Volutengiebel; dieses Gebäude ist älteren Ursprungs; es wurde 1865 zu einer Brauerei umgebaut. Später wurde die westliche Achse angefügt.
Das breite Portal mit Segmentbogenabschluss und Pilastereinfassung zur Poststraße, mehrere Kellergewölbe sowie eine westlich an das Haupthaus anschließende Fachwerkmauer mit dem Rest einer überdachten Veranda stammen aus der ursprünglichen Bebauung des Grundstücks. Drei Bäume auf dem Grundstück wurden wahrscheinlich im Jahr 1865 angepflanzt.
Das Haus im Kerngebiet des von der UNESCO als Weltkulturerbe anerkannten Stadtgebietes des Kulturgutes „Historische Altstädte Stralsund und Wismar“ ist in die Liste der Baudenkmale in Stralsund eingetragen.